# Филяково (Шекснинский район)
Филяково — деревня в Шекснинском районе Вологодской области.
Входит в состав сельского поселения Раменского, с точки зрения административно-территориального деления — в Раменский сельсовет.
Расстояние по автодороге до районного центра Шексны — 49 км, до центра муниципального образования Раменья — 5 км. Ближайшие населённые пункты — Ново, Золотуха, Камешница, Турцево.
По переписи 2002 года население — 14 человек.